# Antonio García Solalinde
Antonio García Solalinde  (* 28. Dezember 1892 in Toro (Spanien); † 13. Juli 1937 in Madison (Wisconsin)) war ein spanischer Romanist, Hispanist und Mediävist, der in den Vereinigten Staaten wirkte.

## Leben und Werk
Solalinde besuchte die Schule in Valladolid und studierte in Madrid am Centro de Estudios Históricos, ferner in Portugal, Deutschland und Italien. Er promovierte 1924 bei Ramón Menéndez Pidal mit der Arbeit La primera versión española de el Purgatorio de San Patricio y la difusión de esta leyenda en España. Solalinde war vielfacher Gastprofessor, namentlich in den Vereinigten Staaten. 1931 gründete er an der University of Wisconsin in Madison (Wisconsin) das Seminary of Medieval Spanish Studies (später  Hispanic Seminary of Medieval Studies). Dort waren Victor Oelschläger und Lloyd August Kasten seine wichtigsten Schüler. Letzterer übernahm nach Solalindes frühem Tod die Leitung des Seminars.

Solalinde war verheiratet mit der Schriftstellerin Jesua Alfau Galván de Solalinde (1890–1943).

An der University of Wisconsin ist eine Professur nach Solalinde benannt.

## Weitere Werke
- (Hrsg.) Calila y Dimna. Fábulas. Antigua versión castellana, Madrid 1917
- (Hrsg.) Cien romances escogidos, Madrid  1919; 4. Auflage, 1958
- (Hrsg.) Cristóbal de Villalón, Viaje de Turquía, Madrid 1919;  3. Auflage, Buenos Aires 1947
- (Hrsg.) Gonzalo de Berceo, Milagros de Nuestra Señora, Madrid 1922, 9. Auflage 1978
- (Hrsg.) Alfonso el Sabio, General estoria. Primera parte, Madrid 1930
- (Hrsg.) Antología de Alfonso X El Sabio, Buenos Aires  1940, Madrid 1960, 1977
- (mit Agapito Rey) Ensayo de una bibliografía de las leyendas troyanas en la literatura española, Boomington (Indiana) 1942
- (Hrsg. mit Ramón Menéndez Pidal, Manuel Muñoz Cortés und José Gómez Pérez) Primera crónica general de España que mandó componer Alfonso el Sabio y se continuaba bajo Sancho IV en 1289, 2 Bde., Madrid 1955
- (Hrsg. mit  Victor Oelschläger und Lloyd August Kasten) Alfonso el Sabio, General estoria. Segunda parte, 2 Bde., Madrid 1957–1961
- Poemas breves medievales, hrsg. von Ivy A. Corfis, Madison 1987